# Bronze (escultura)

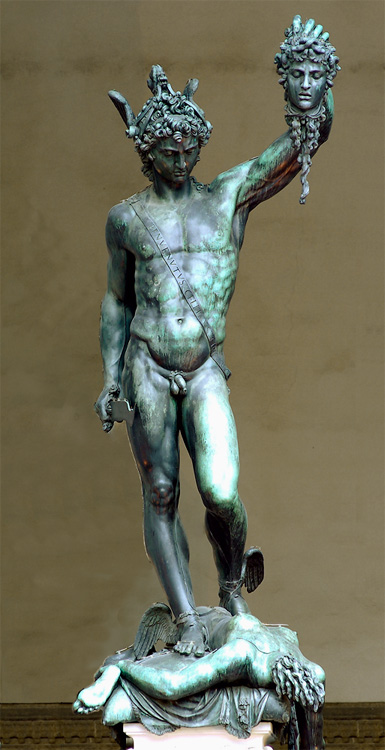
Perseu com a cabeça da Medusa, de Benvenuto Cellini

Bronze é o mais popular metal com que se fundem esculturas, o ponto de qualquer escultura de metal freqüentemente ser chamada de bronze. 
Este material, uma liga metálica normalmente constituída de aproximadamente 85% de cobre, 10% de estanho e o restante de chumbo, tem a desejável propriedade de se expandir um pouco enquanto resfria, ressaltando todos os detalhes do molde. As grandes civilizações da antiguidade começaram a utilizar o bronze para a arte ao mesmo tempo que para a fabricação de armas como espadas e lanças.

## História
Pequenas estátuas de bronze foram feitas em larga escala pelos egípcios, muitas delas sobrevivem nas coleções dos museus. Os gregos foram os primeiros a fundir estátuas de bronze de grande tamanho, existindo alguns poucos exemplares em bom estado. Os romanos nos deixaram uma quantidade maior, algumas obras admiráveis, como a Estátua equestre de Marco Aurélio, em Roma. 
Mas certamente foi a partir da Renascença, quando o uso da pólvora demandou que fundissem canhões cada vez maiores, que as estátuas de bronze começaram a ganhar refinamento e tamanho, seja com obras como o Perseu segurando a cabeça da Medusa, de Cellini, ou a estátua eqüestre do Gattamelata de Donatello.
Daí em diante, vencidas as limitações técnicas, apareceram obras cada vez mais refinadas ou maiores, como a Porta do Inferno de Rodin ou as milhares de estátuas de cidadãos ilustres que ornam a maioria das capitais ao redor do mundo.

## Material

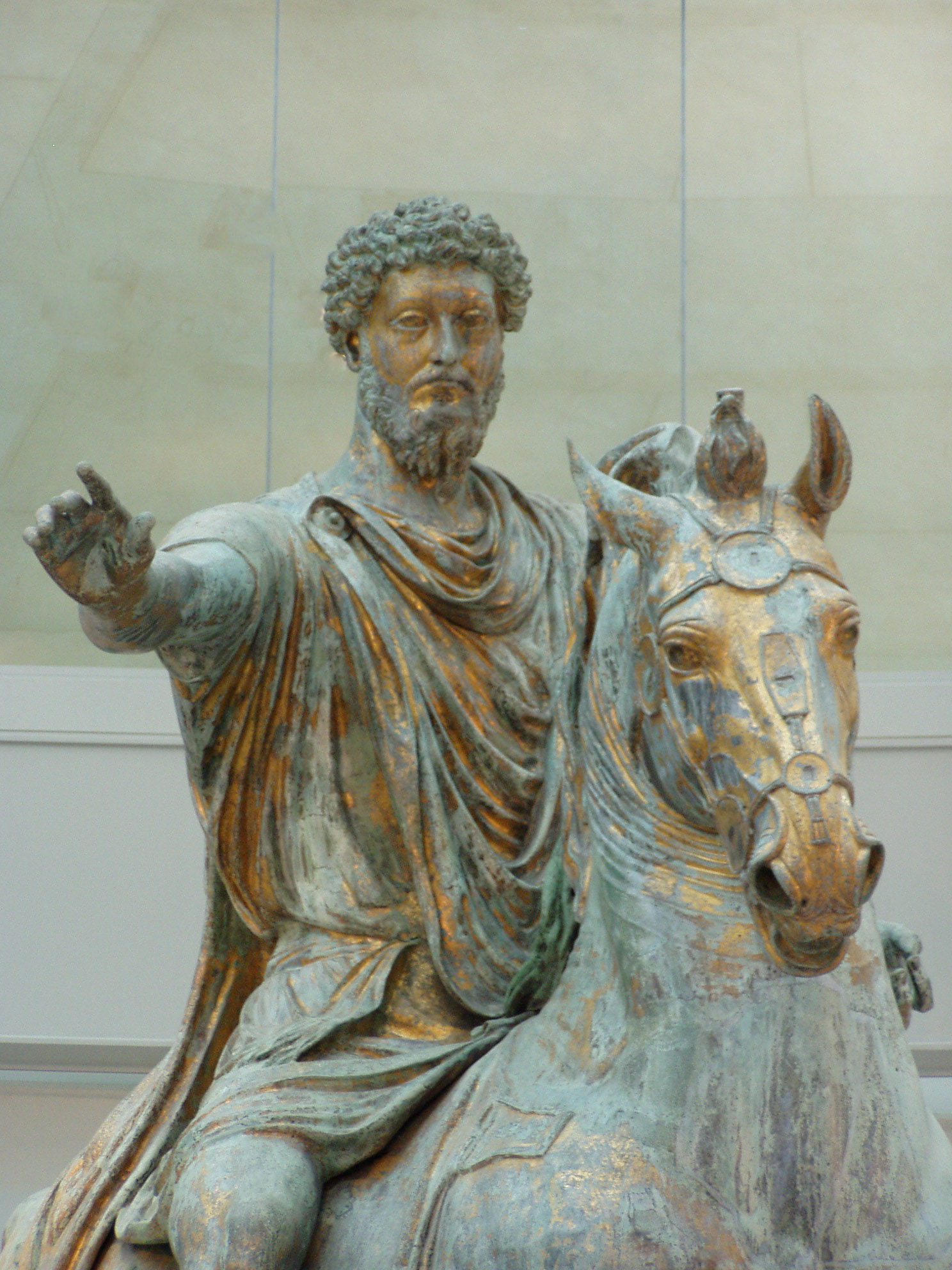
Estátua equestre de Marco Aurélio, Museus Capitolinos

A resistência e a ductibilidade do bronze são vantajosas quando se querem criar grandes figuras em ação, especialmente em relação ao mármore ou à cerâmica. Reforços estruturais internos podem ser facilmente adicionados sem prejuízo do refinamento externo. 
A possibilidade de reutilização do molde permite também que a mesma ideia esteja presente em locais diferentes, como se dá com o famoso O Pensador de Rodin, presente em vários museus do mundo. Muitas estátuas de bronze também resistiram a choques que teriam pulverizado obras de cerâmica ou mármore.
A qualidade do material, totalmente reutilizável, pode ser uma desvantagem no entanto, pois está sujeita aos poderosos da época, como atestam os bronzes de deuses pagãos que viraram sinos de igrejas, ou estátuas que viraram canhões ou novas estátuas dos vencedores.

## Manufatura
Existem alguns processos de se fundir um bronze, mas certamente o mais utilizado sempre foi o método da cera perdida, onde o artista começa fazendo um modelo da obra em tamanho real, em argila. 
A partir desse modelo, confecciona-se um molde com material próprio. Desse molde primeiro tira-se uma cópia em material vulgar, como gesso ou outro material plástico, que será a primeira visão da obra e muitas vezes é utilizado para convencer patrocinadores a financiar a produção da peça em bronze. 
Algumas peças que não chegam a serem fundidas ficaram famosas, como o Cavalo de Leonardo da Vinci, usado como alvo de flechas dos soldados franceses.
Aplicam então uma camada interna de cera no molde, como se fosse a casca de uma laranja, que será substituída pelo metal, na hora da fundição, daí o nome do processo. Reforços estruturais são adicionados aumentando a camada de cera em alguns pontos ou colocando-se pedaços do mesmo material. Preenchem então o espaço interior restante no molde para não gastar muito bronze e deixar a peça mais leve.
O conjunto do molde é então reforçado externamente para que não se rompa durante a fundição. Verte-se então o metal fundido, cuidando de deixar um caminho por onde saia a cera derretida.
Após um período de resfriamento, desmoldagem e correção de pequenos defeitos de fundição, a peça vai ao acabamento final. 
Após o polimento aplicam materiais corrosivos para oxidar a peça e formar uma pátina que protege e dá a cor final da obra, ao gosto do artista.